# العلاقات البوتانية الغيانية
العلاقات البوتانية الغيانية هي العلاقات الثنائية التي تجمع بين بوتان وغيانا.

## مقارنة بين البلدين
هذه مقارنة عامة ومرجعية للدولتين:
| وجه المقارنة                                              | بوتان          | غيانا        |
| --------------------------------------------------------- | -------------- | ------------ |
| المساحة (كم2)                                             | 38.39 ألف      | 214.97 ألف   |
| عدد السكان (نسمة)                                         | 807.61 ألف     | 777.86 ألف   |
| الكثافة السكانية (ن./كم²)                                 | 21.04          | 3.62         |
| العاصمة                                                   | تيمفو          | جورج تاون    |
| اللغة الرسمية                                             | لغة دزونكا     | لغة إنجليزية |
| العملة                                                    | نغولترم بوتاني | دولار غياني  |
| الناتج المحلي الإجمالي (بليون دولار)                      | 2.51 مليار     | 3.68 مليار   |
| الناتج المحلي الإجمالي (تعادل القوة الشرائية) بليون دولار | 6.49 مليار     | 5.77 مليار   |
| الناتج المحلي الإجمالي الاسمي للفرد دولار أمريكي          | 2.66 ألف       | 4.13 ألف     |
| الناتج المحلي الإجمالي للفرد دولار أمريكي                 | 7.82 ألف       |              |
| مؤشر التنمية البشرية                                      | 0.605          |              |
| رمز المكالمات الدولي                                      | +975           | +592         |
| رمز الإنترنت                                              | .bt            | .gy          |
| المنطقة الزمنية                                           | ت ع م+06:00    | 00           |

## منظمات دولية مشتركة
يشترك البلدان في عضوية مجموعة من المنظمات الدولية، منها:
| علم المنظمة | اسم المنظمة                        | تاريخ انضمام بوتان | تاريخ انضمام غيانا |
| ----------- | ---------------------------------- | ------------------ | ------------------ |
|             | مؤسسة التنمية الدولية              | 28 سبتمبر 1981     | 4 يناير 1967       |
|             | يونسكو                             | 13 أبريل 1982      | 21 مارس 1967       |
|             | وكالة ضمان الاستثمار متعدد الأطراف | 21 أكتوبر 2014     | 18 يناير 1989      |
|             | الأمم المتحدة                      | 21 سبتمبر 1971     | 20 سبتمبر 1966     |
|             | الاتحاد البريدي العالمي            | ?                  | ?                  |
|             | البنك الدولي للإنشاء والتعمير      | 28 سبتمبر 1981     | 26 سبتمبر 1966     |
|             | الاتحاد الدولي للاتصالات           | 15 سبتمبر 1988     | 8 مارس 1967        |
|             | منظمة حظر الأسلحة الكيميائية       | ?                  | ?                  |
|             | مؤسسة التمويل الدولية              | 1 ديسمبر 2003      | 4 يناير 1967       |
|             | منظمة الشرطة الجنائية الدولية      | ?                  | ?                  |

## وصلات خارجية
- موقع وزارة الخارجية البوتانية
- موقع وزارة الخارجية الغيانية